# Ove Almborn
Ove Almborn (* 30. Juli 1914 in Ronneby, Provinz Blekinge län; † 6. März 1992 in Lund) war ein schwedischer Lichenologe. Sein botanisches Autorenkürzel lautet „Almb.“

## Leben
Almborn schrieb sich 1933 an der Universität Lund ein. Er studierte Chemie, Zoologie und Botanik und erwarb einen Bachelor of Arts. Mit den akademischen Studien vertiefte sich sein Interesse an der Botanik, und während mehrerer Exkursionen in die Provinz Schonen entdeckte er unter anderem Flechten, die in Nordeuropa eher für ihre südkontinentale Verbreitung bekannt sind. Im Herbst 1936 wurde er als Assistent an die Abteilung für Systematische Botanik der Universität Lund berufen. 1948 wurde er mit der Dissertation Distribution and ecology of some South Scandinavian lichens zum Doktor promoviert und wurde anschließend Dozent an der Universität Lund. Von 1954 bis 1966 war er Gymnasiallehrer nahe Malmö. Von 1966 bis zu seiner Pensionierung im Jahr 1980 war er Kurator am Botanischen Museum der Universität Lund.
Almborn forschte hauptsächlich über Flechten und sammelte ältere botanische Literatur, darunter die von Carl von Linné.
Von Juni bis Dezember 1953 sammelte Alborn Flechten in Südafrika und Mosambik. Sein Ziel war es, eine Flora über die Flechten des südlichen Afrikas zu erstellen. Die politischen Verhältnisse ließen es jedoch nicht zu, dass dieses Projekt vom Schwedischen Naturforschungsrat und seinen Kollegen unterstützt werden konnte. Es musste daher mit knappen Mitteln durchgeführt werden. Weitere Sammelexkursionen erfolgten in den Jahren 1981, 1983 und 1984. Sein Flechtenherbarium mit etwa 15.000 Exemplaren, das eine der größten Flechtensammlungen der Welt repräsentiert, wird im Botanischen Museum der Abteilung für Systematische Botanik in Lund aufbewahrt. Unter den vielen Herbarbelegen im National Herbarium in Pretoria stammen einige aus der südafrikanischen Provinz Freistaat.
Almborns Bibliographie umfasst über 100 wissenschaftliche Arbeiten, nahezu alle über Flechten.
Er war Mitglied der Svenska Botaniska Föreningen und der Lunds Botaniska Förening, wo er von 1941 bis 1951 Präsident war.

## Dedikationsnamen
Nach Almborn sind die vier Schlauchpilzarten Paracollema almbornii, Lithothelium almbornii, Diploschistes almbornii und Caloplaca almbornii benannt.